# Transmallorca (equipo ciclista)
El equipo Transmallorca fue un equipo ciclista español que compitió profesionalmente entre 1976 y 1979. De su estructura salieron diferentes equipos como el Novostil-Helios, el Henninger-Aquila Rubia y principalmente el Kelme.
No se tiene que confundir con el equipo Flavia-Gios.

## Principales resultados
- Gran Premio de Primavera: Enrique Cima (1976)
- Volta a Cataluña: Vicente Belda (1979)
- Vuelta en la Región de Valencia: Vicente Belda (1979)

### En las grandes vueltas
- Vuelta a España
  - 4 participaciones (1976, 1977, 1978, 1979))
  - 4 victorias de etapa:
    - 1 el 1976: Antonio Vallori
    - 1 el 1977: Luis Alberto Ordiales
    - 1 el 1978: Vicente Belda
    - 1 el 1979: Francisco Albelda

  - 0 clasificación final:
  - 0 clasificaciones secundarias:

- Tour de Francia
  - 0 participaciones

- Giro de Italia
  - 0 participaciones